# Lechea divaricata
Lechea divaricata är en solvändeväxtart som beskrevs av Robert James Shuttleworth och Nathaniel Lord Britton. Lechea divaricata ingår i släktet Lechea och familjen solvändeväxter. Inga underarter finns listade i Catalogue of Life.